# 朴城炫
朴 城炫（パク・ソンヒョン、ハングル：박 성현、英語：Sung Hyun Park、1993年9月21日 - ）は、ソウル特別市出身の大韓民国の女子プロゴルファーである。

## 経歴
両親の勧めでゴルフを始める。
2012年10月に韓国女子プロゴルフ協会（KLPGA）入会。2013年は主にKLPGAの下部ツアーに参戦、2部ドリームツアーで1勝、3部ジャンプツアーで3勝をあげる。
2014年からはKLPGAツアーに参戦。
2015年6月、KLPGAツアー「韓国女子オープンゴルフ選手権」で優勝、レギュラーツアー初優勝をメジャー大会で飾る。同年は最終的に同ツアー3勝で年間獲得賞金ランキング（賞金ランク）2位となる。
2016年、第8代KLPGA広報モデルにコ・ジンヨン（高眞榮）等と共に選出される。（KLPGA広報モデルは前年度KLPGAツアー年間獲得賞金ランキング60位以内の選手から10名程度選出される）
同年シーズンはKLPGAツアーで7勝（前年12月開催の中国女子プロゴルフ協会と共催の「中国女子オープン」を含む）をあげ、賞金ランク1位（賞金女王）となる。同年全米女子プロゴルフ協会（LPGA）ツアーにも7試合参戦し、トップ10フィニッシュ4回。翌シーズンからのLPGAツアーカードを得た。また同年12月19日付の女子ゴルフ世界ランキング（世界ランク）で10位に入ったが、LPGAツアーメンバー以外でトップ10に入ったのは史上初であった。
2017年7月の「全米女子オープン」でLPGAツアー初優勝をメジャータイトルで飾った。その後8月の「カナディアンパシフィック女子オープン」で同ツアー2勝目をあげると、同年11月6日付の世界ランクで自身初の1位となる（この時は翌週フォン・シャンシャン（馮珊珊）に逆転され2位に陥落した）。ルーキーイヤーに世界ランク1位となるのは史上初の事であった。
同年は最終的に「ルーキーオブザイヤー」、「プレイヤーオブザイヤー」、「賞金女王」を受賞、「プレイヤーオブザイヤー」はユ・ソヨン（柳簫然）との同時受賞である。「ルーキーオブザイヤー」と「プレイヤーオブザイヤー」の同時受賞は1978年のナンシー・ロペス以来であった。またKLPGAツアー賞金女王経験者がLPGAツアー賞金女王になるのは申ジエ（申智愛）以来となった。
2018年7月のLPGAツアー「KPMG女子PGA選手権」（全米女子プロゴルフ選手権）でメジャー2勝目。同年8月の「インディ女子インテック選手権」で優勝すると、直後の同年8月20日付世界ランクで1位に返り咲き、同年10月22日付まで維持した。
2019年3月のLPGAツアー「HSBC女子チャンピオンズ」で優勝、直後の同年3月4日付世界ランクで再び1位に返り咲く。同年4月の同ツアーメジャー大会「ANAインスピレーション」で52位タイに終わり（優勝はコ・ジンヨン）、直後の同年4月8日付世界ランクでコ・ジンヨンに逆転され2位に陥落した。6月の同ツアー「ウォルマートNWアーカンソー選手権」でシーズン2勝目をあげ、直後の同年7月1日付世界ランクでコ・ジンヨンを逆転し3度目の1位返り咲き。7月の同ツアーメジャー大会「エビアン選手権」で6位タイに終わり（優勝はコ・ジンヨン）、直後の同年7月29日付世界ランクで再びコ・ジンヨンに逆転され2位に陥落した。

## ツアー優勝歴

### LPGAツアー
※本項はLPGAプロフィールページに基づく。大会名は優勝当時で表記し太字はメジャー大会である。なお「KPMG女子PGA選手権」は日本で「全米女子プロゴルフ選手権」と表記される大会のことである。
- 2017年：全米女子オープン、カナディアンパシフィック女子オープン
- 2018年：ボランティアオブアメリカ・LPGAテキサスクラシック、KPMG女子PGA選手権、インディ女子インテック選手権
- 2019年：HSBC女子チャンピオンズ、ウォルマートNWアーカンソー選手権

## LPGAメジャー大会の成績
※本項の成績はResult｜PARK SUNG NYUN（英語）の各年度に基づく
| 大会                     | 2016 | 2017 | 2018 | 2019 |
| ------------------------ | ---- | ---- | ---- | ---- |
| ANAインスピレーション    | T6   | T14  | T9   | T52  |
| 全米女子プロゴルフ選手権 | DNP  | T14  | 1    | 2    |
| 全米女子オープン         | T3   | 1    | CUT  | T12  |
| 全英女子オープン         | T50  | T16  | T15  | 8    |
| エビアン選手権           | T2   | T26  | CUT  | T6   |